# چاک ویلیس
چاک ویلیس (انگلیسی: Chuck Willis؛ ۳۱ ژانویهٔ ۱۹۲۸ – ۱۰ آوریل ۱۹۵۸) یک موسیقی‌دان اهل ایالات متحده آمریکا بود.